# Stora Ängesträsket
Stora Ängesträsket är en sjö i Jokkmokks kommun i Lappland och ingår i Luleälvens huvudavrinningsområde.